# 신비체험
《신비체험》은 2003년 발매된 가수 이상은의 정규음반 11집이다. 동양적 감성이 농후한 서정적인 멜로디가 어쿠스틱과 일렉트로닉 사운드의 조화 위에 펼쳐지는 작가주의적 앨범으로, 타이틀곡인 <비밀의 화원>은 베스킨라빈스 CF 배경음악으로도 사용되면서 폭넓은 사랑을 받았다. 히든트랙이 있는 앨범. 

## 수록곡
전체 작사·작곡: 이상은
| #   | 제목                              | 재생 시간 |
| --- | --------------------------------- | --------- |
| 1.  | 〈Soulmate〉                      | 5:44      |
| 2.  | 〈The world is an orchestra〉     | 7:05      |
| 3.  | 〈비밀의 화원/The secret garden〉 | 4:09      |
| 4.  | 〈Winter song〉                   | 4:51      |
| 5.  | 〈Valkyrie〉                      | 4:00      |
| 6.  | 〈Soul deep Sunday〉              | 5:01      |
| 7.  | 〈Paradise〉                      | 4:55      |
| 8.  | 〈Indian flower〉                 | 4:50      |
| 9.  | 〈Mysterium〉                     | 4:25      |
| 10. | 〈Free man〉                      | 3:45      |
| 11. | 〈Voyager〉                       | 4:32      |
| 12. | 〈Supersonic〉                    | 4:49      |
| 13. | 〈Hidden track〉                  | 4:11      |

## 관련 자료
- 'Soulmate' 뮤직비디오: 영화 '4인용식탁'OST
- '비밀의 화원' 편집영상